# Torre Mattoni

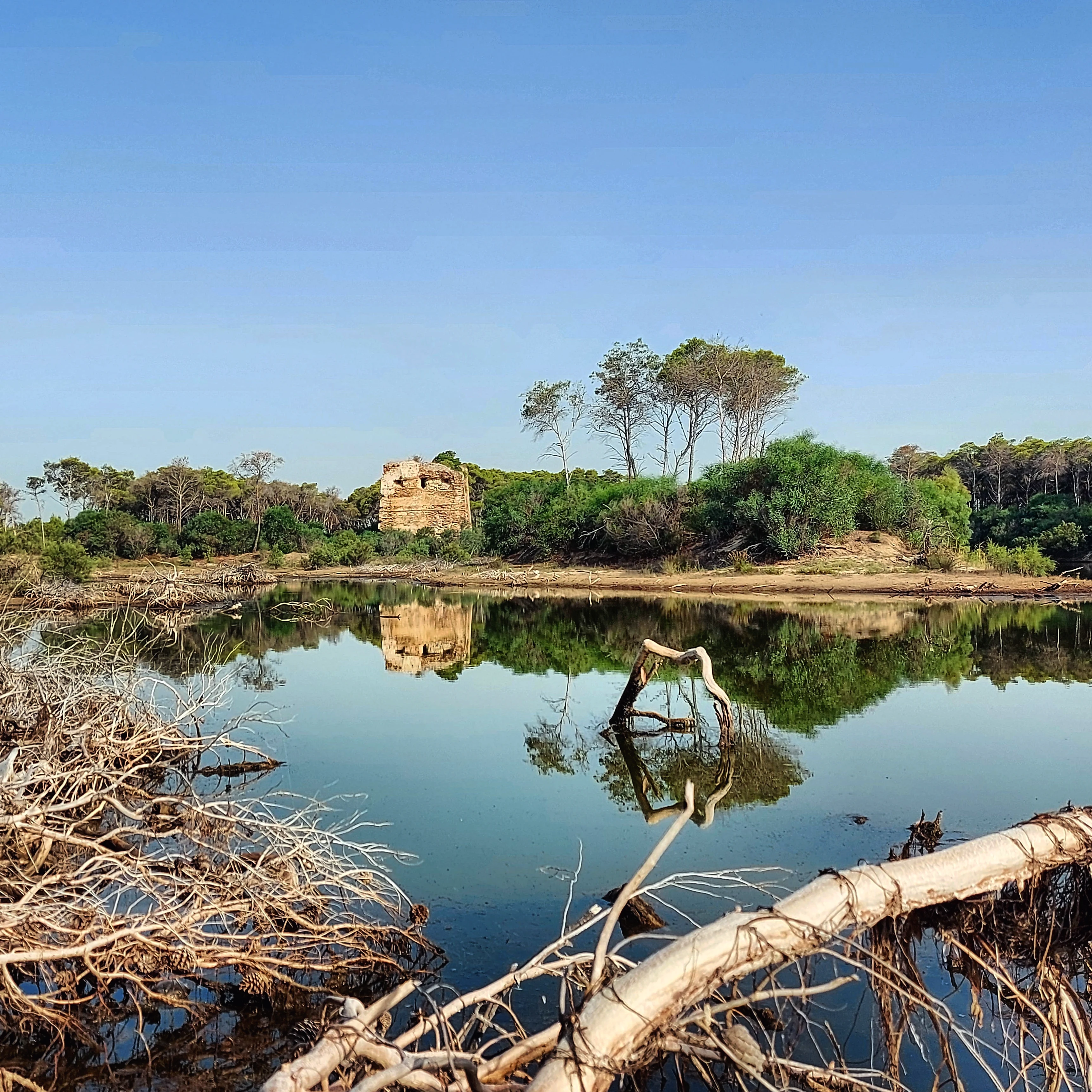
Torre Mattoni

La Torre Mattoni (o Torre di Mattoni) è una torre antisaracena situata nella periferia occidentale della frazione Marina di Ginosa del comune di Ginosa (in provincia di Taranto), quasi al confine con la Basilicata.
La torre è stata costruita nel XVI secolo a difesa delle coste ioniche dalle incursioni marine da parte dei Turchi.
Oggi è in uno stato di abbandono, a causa della lottizzazione  del villaggio vacanze " Torreserena" .
La torre è situata ad Est dell'oasi naturale del Lago Salinella, all'interno dell'area naturale protetta Stornara e nell'area naturale Pinete dell'Arco Ionico, classificata come Sito di interesse comunitario (SIC IT9130006).